# Nazionale maschile di beach soccer di Malta
La nazionale di beach soccer di Malta rappresenta Malta nelle competizioni internazionali di beach soccer.
Malta ha fatto il suo esordio internazionale ai Giochi del Mediterraneo 2015.

## Rosa
Aggiornata a settembre 2015
| N. |                  | Ruolo | Calciatore       |
| -- | ---------------- | ----- | ---------------- |
| 1  | Malta (bandiera) | P     | Ivan Cassar      |
| 2  | Malta (bandiera) | D     | Ronald Spina     |
| 4  | Malta (bandiera) | C     | Julian Briffa    |
| 5  | Malta (bandiera) | D     | Justin Camilleri |
| 6  | Malta (bandiera) | A     | Mark Camilleri   |

| N. |                  | Ruolo | Calciatore              |
| -- | ---------------- | ----- | ----------------------- |
| 7  | Malta (bandiera) | A     | Ronnie Celeste          |
| 8  | Malta (bandiera) | D     | George Frendo           |
| 9  | Malta (bandiera) | C     | Gilbert Martin          |
| 10 | Malta (bandiera) | D     | Diego Armando Cucciardi |
| 12 | Malta (bandiera) | P     | Roderick Camilleri      |